# 6596 Біттнер
6596 Бі́ттнер (6596 Bittner) — астероїд головного поясу, відкритий 15 листопада 1987 року.
Тіссеранів параметр щодо Юпітера — 3,411.